# オーフス湾

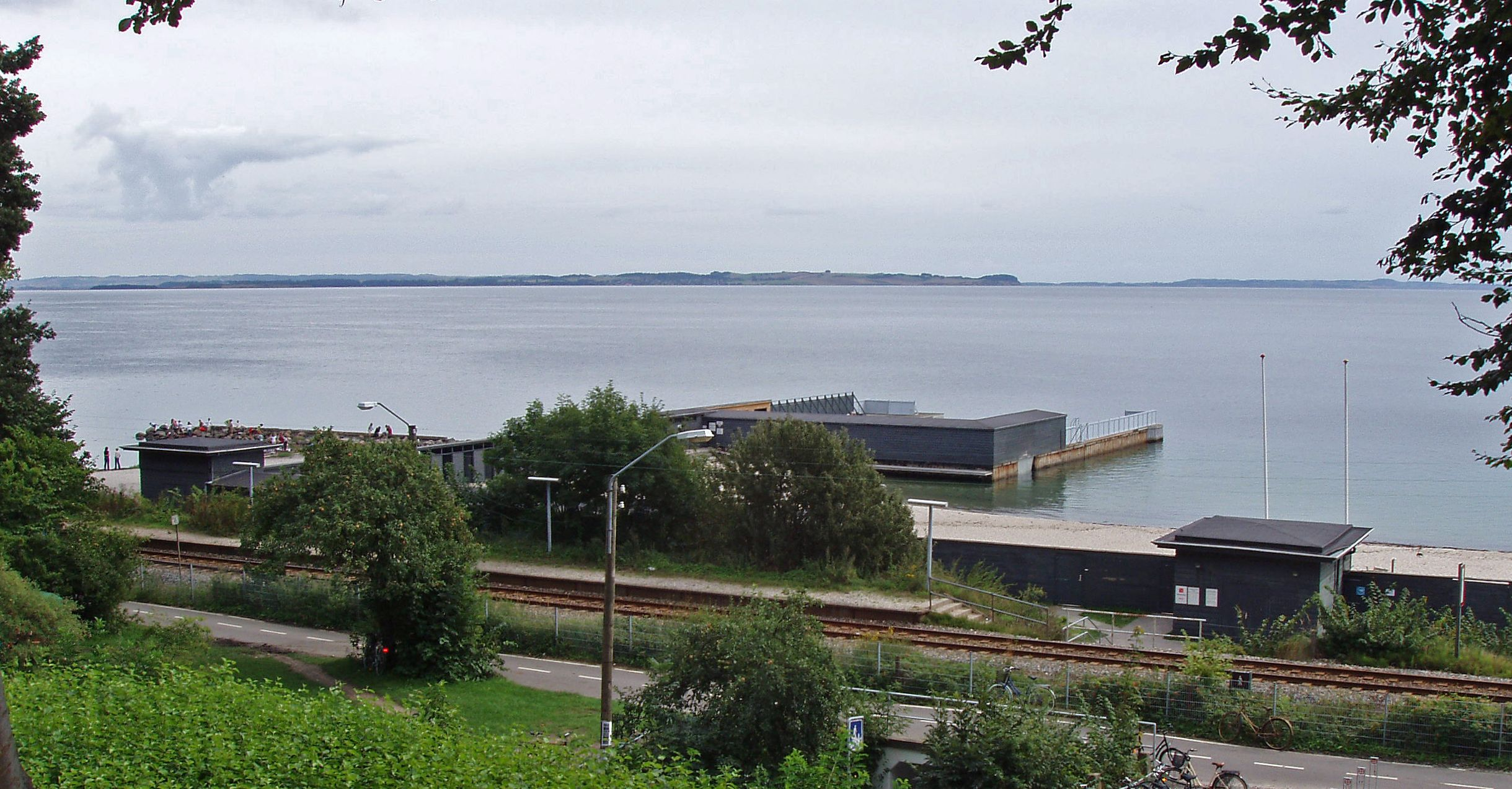
オーフス湾

オーフス湾（オーフスわん、デンマーク語: Aarhus Bugt）は、デンマークにある湾。ユトランド半島東岸にあり、カテガット海峡に面し、東側に開けている。湾に面してオーフスの町がある。湾の面積は約150平方キロメートル、湾口からオーフスまでは15kmほどである。北東側に半島があり、北側はKalø Vig（Kalø入り江）となっている。水深は12-15mほどであるが、最深部は50mを超える。
座標: 北緯56度06分 東経10度18分 / 北緯56.100度 東経10.300度